# Tiffany Limos
Tiffany Limos (* 31. Januar 1980 in Dallas, Texas) ist eine US-amerikanische Schauspielerin und Fotomodell.

## Leben und Karriere
Limos Eltern waren bereits vor ihrer Geburt von den Philippinen in die Vereinigten Staaten eingewandert. Laut eigener Angabe hat sie außerdem Vorfahren aus Hawaii, Afrika, der Volksrepublik China, Französisch-Polynesien, aus einem Indianerstamm sowie aus Spanien. Ihre Kindheit verbrachte sie zunächst in Mesquite, danach zogen ihre Eltern mit ihr und ihrer jüngeren Schwester nach San Francisco. Im Alter von 15 Jahren ging sie nach New York City, wo sie von einer Modelagentur als Fotomodell unter Vertrag genommen wurde.
2002 wurde Limos von Regisseur Larry Clark für eine Hauptrolle in seinem Aufsehen erregenden und umstrittenen Film Ken Park engagiert. Hier ist sie auch in sehr expliziten Sex-Szenen zu sehen. Bereits mit ihrem allerersten Auftritt als Filmschauspielerin wurde sie international bekannt. Noch im selben Jahr spielte sie ebenfalls unter der Regie von Clark im Fernsehfilm Teenage Caveman, einem Remake des gleichnamigen Science-Fiction-Streifens von Roger Corman aus dem Jahr 1958, mit. Anders als bei Corman 1958 sind bei Clark 2002 sexuelle Szenen (auf Softsex-Niveau) im Film enthalten, bei denen auch sie beteiligt ist.
Um sich für weitere Filmrollen fortzubilden, besuchte Limos Seminare beim Lee Strasberg Theatre Institute und Stella Adler Conservatory of Acting in New York City.
2003 trat Limos im Dokumentarfilm des französischen Regisseurs Eric Dahan über Larry Clark und sein Werk, Larry Clark, Great American Rebel, auf. 2005 folgte eine Rolle in der Filmkomödie Sueño, in der es um mexikanische Einwanderer in den USA geht. Ebenfalls 2005 war sie in Dave Chappelle’s Block Party, einem halbdokumentarischen Film über eine von dem Comedian Dave Chappelle initiierte Bühnenshow, zu sehen.
Limos, die Querflöte, Harfe und Klavier spielt, trat auch als Musikerin auf; so 2003 mit The Roots und Mos Def. Zusammen mit anderen Künstlern engagierte sie sich für Wohltätigkeitsveranstaltungen der Beastie Boys, deren Erlös karitativen Projekten auf den Philippinen, Sri Lanka und im Senegal zugutekam.
Limos lebt mit Hauptwohnsitz in New York City.